# ورزشگاه احمد قاید
ورزشگاه احمد قاید (به عربی: ملعب أحمد قاید) یک ورزشگاه در الجزایر است که در تیارت واقع شده‌است.